# 餓狼傳說 (專輯)
《餓狼傳說》是香港歌手張學友第十四張粵語專輯，於1994年5月20日由寶麗金發行。

## 簡介
張學友在此張专辑的MV開始嘗試利用電腦技術製作，融合數首主打歌曲，包括〈餓狼傳說〉、〈非常夏日〉等，上市時收到了很好的效果。唱片被分為數種版本，包括首批萬寶路紅巨型紙盒版（Marlboro Red Hot Hits）、平裝版、香港本地EP版（收錄四首歌曲）以及日本EP版本（收錄四首歌曲）。

## 影響
唱片上市後大熱，《餓狼傳說》一曲在當時異常地流行。但在中國大陸引進CD的同時，由於歌詞被審核部門批評為露骨和不良，並未收錄到引進版CD當中。即使如此，因為翻版的原因，單曲《餓狼傳說》亦流行於中國大陸，時至今日，在內地的卡拉OK中，依舊是點播率最高的粵語歌曲之一。
張學友在這張《餓狼傳說》專輯拋棄了1990年代初期的情歌路線，開始嘗試不同類型，例如搖滾以及R&B的新類型音樂，這些元素亦包括以後的《屈到病》、《過敏世界》、《高！高！》以及最為接近的《野貓之戀》當中。而本張專輯的其他柔和情歌包括《來來回回》以及《只有你不知道》，此兩首已成為經典粵語流行歌曲，主打歌之一的《春風秋雨》亦獲得樂評的廣泛認可。
2003年，《餓狼傳說》曾被環球重新出版，并再次得到市場的認可。

## 翻唱版本
- 张杰
- 张靓颖于我是歌手第三季翻唱
- 胡彦斌于梦想的声音第三季翻唱《你冷得像風》
- 胡夏于追光吧！哥哥翻唱
- 王耀庆和张栋梁于披荆斩棘第三季翻唱
- 伯远于下一战歌手翻唱

## 曲目
| 曲序 | 曲目                   |        | 作曲                           | 编曲      | 备注 | 时长 |
| ---- | ---------------------- | ------ | ------------------------------ | --------- | --- | ---- |
| 1.   | 春風秋雨               | 簡寧   | 劉諾生                         | 劉諾生    | | 4:37 |
| 2.   | 餓狼傳說               | 潘偉源 | 劉諾生                         | 劉諾生    | 第一主打 國語版本為《你冷得像風》                                                                                             | 4:30 |
| 3.   | 這一次意外             | 陳少琪 | 趙增熹                         | 趙增熹    | 無綫電視劇《生死訟》主題曲 | 4:43 |
| 4.   | 來來回回               | 周禮茂 | 杉田裕                         | 蘇德華    | 第二主打 改編自日本組合JAYWALK的《どんなに時が流れたあとも》 電影《非常偵探》插曲 潤迅傳呼廣告歌曲 國語版本為《我希望你相信》 | 3:50 |
| 5.   | 只有你不知道           | 向雪懷 | 李偲菘                         | 趙增熹    | 第四主打 無綫電視劇《生死訟》插曲 國語版本為《你知不知道》                                                                    | 4:15 |
| 6.   | 非常夏日（王靖雯合唱） | 陳少琪 | 陳迪匡 湯家驥                  | C.Y. Kong | 第三主打 另派〈非常夏日 Live in Chicago 1975〉remix版本，為電影《非常偵探》插曲 國語版為《愛，一次給不完》                    | 4:19 |
| 7.   | 當愛變成習慣           | 陳少琪 | 劉諾生                         | 劉諾生    | 電影《非常偵探》插曲 國語版本為《最怕》                                                                                       | 5:00 |
| 8.   | 追鐘                   | 潘偉源 | 小雪                           | 歐丁玉    | 電影《非常偵探》主題曲 國語版本為《多愛一分鐘》                                                                               | 3:47 |
| 9.   | 天與地                 | 潘源良 | 李東珍 林炷妍                  | 盧東尼    | 改編自韓國歌手金奎玟（）的《往事》（옛 이야기）                                                                                        | 4:42 |
| 10.  | 夢裡再愛一次           | 林振強 | Anders Widmark Steve Dobrogosz | 盧東尼    | 改編自瑞典鋼琴家Anders Widmark的《Rock Me》 女聲和音主唱為曹潔敏                                                              | 3:25 |

## 音樂錄像
- 餓狼傳說
- 來來回回
- 只有你不知道
- 非常夏日
- 當愛變成習慣
- 追鐘

## 獎項
- 1994年度十大中文金曲頒獎典禮

- 「十大中文金曲」──《餓狼傳說》、《來來回回》
- 「十大中文金曲全年最高銷售量冠軍歌手大獎」── 餓狼傳說

- 1994年度叱咤樂壇流行榜頒獎典禮

- 「叱咤樂壇大碟IFPI大獎」──《餓狼傳說》

- TVB勁歌金曲第二季季選得獎金曲──《餓狼傳說》
- TVB勁歌金曲第三季季選得獎金曲──《只有你不知道》
- 新城勁爆IFPI銷量大獎──《餓狼傳說》
- 新城勁爆民歌小調──《來來回回》
- 新城勁爆大學生眼中最受歡迎大碟──《餓狼傳說》
- 金心情歌醉心情歌──《來來回回》